# Грем'яцька сільська рада (Чуднівський район)
Грем'яцька сільська рада — колишня адміністративно-територіальна одиниця та орган місцевого самоврядування у Дзержинському і Чуднівському районах Вінницької та Житомирської областей Української РСР з адміністративним центром у селі Грем'яче.

## Населені пункти
Сільській раді на момент ліквідації були підпорядковані населені пункти:
- с. Грем'яче

## Історія та адміністративний устрій
Створена 1934 року в с. Грем'яче Карвинівської сільської ради Дзержинського району Вінницької області. 13 лютого 1935 року, відповідно до постанови президії ВУЦВК «Про склад нових адміністративних районів Вінницької області», сільську раду передано до складу Чуднівського району.
Станом на 1 вересня 1946 року сільська рада входила до складу Чуднівського району Житомирської області, на обліку в раді перебувало с. Грем'яче.
Ліквідована 11 серпня 1954 року, внаслідок виконання указу Президії Верховної ради УРСР «Про укрупнення сільських рад по Житомирській області», територію та с. Грем'яче передано до складу Дриглівської сільської ради Чуднівського району Житомирської області.